# Газлі — Шимкент
Газлі — Шимкент — трубопровід, що зв'язує газотранспортний хаб на узбецькому родовищі Газлі із містом Шимкент на півдні Казахстану.
Розробка гігантського родовища Газлі дозволила здійснювати поставки не тільки до центральної Росії чи промислових центрів Узбекистану, але й до ряду районів сусідніх радянських республік. Одним з таких напрямків стало забезпечення Шимкенту на півдні Казахстану (на момент спорудження трубопроводу носив назву Чимкент). Газопровід діаметром 1220 мм ввели в експлуатацію у 1988 році. Довжина його казахської ділянки становить 314 км потужність до 13,3 млрд.м3 на рік.
Оскільки маршрут турбопроводу проходить лише по території постачальника та споживача, це дозволяло уникати проблем з несанкціонованим відбором газу з боку транзитера, як у випадку з системою Бухара — Ташкент — Бішкек — Алм-Ати (остання, до речі, також проходить через Шимкент перед тим, як заглибитись на територію Киргизії). Проте це не гарантувало безперебійність постачання у випадку нестачі ресурсу в Узбекистані. Хоч таке і є вельми нехарактерним випадком, проте в лютому 2014 року внаслідок сильних морозів узбецька сторона припинила подачу блакитного палива через Газлі — Шимкент. Підвищення надійності постачання шимкентського індустріального центру є однією з задач газопроводу Бейнеу – Бозой – Шимкент, що починається в районі родовищ на заході Казахстану.